# 白川義則
白川義則（日语：／ Shirakawa Yoshinori，1869年1月24日—1932年5月26日）日本陸軍将领，军衔至大將。白川曾任日本關東軍司令官、陸軍大臣、軍事参議官，1932年一·二八事变后，被任命为上海派遣軍司令官。
白川義則於上海在天長節祝賀会上被韓國烈士尹奉吉刺杀，事件中策划刺杀他的是韓國國父金九。
1932年4月29日, 在上海虹口公園（今魯迅公園）慶壽會場一片歡騰的日軍旗海、鼓號軍樂隊聲中，尹喬扮倒茶水工友，持改裝炸彈装置（一說拋出至臺上）刺殺白川義則。白川義則在事件中身受重傷、腹部吸入過多碎鐵片，于5月26日毙命。墓所松山市・鷺谷墓地。東京都港区南青山・青山灵园分骨。

### 著作
- Bix, Herbert B. . Harper Perennial. 2001. ISBN 0-06-093130-2.
- Dupuy, Trevor N. . I B Tauris & Co Ltd. 1992. ISBN 1-85043-569-3.
- Sims, Richard. . Palgrave Macmillan. 2001. ISBN 0312239157.

### 相關聯結
- Ammenthorp, Steen. . The Generals of World War II.   [2009-02-02]. （原始内容存档于2019-05-02）.
- Wendel, Marcus. . Axis History Factbook.   [2008-04-12]. （原始内容存档于2006-10-29）.